# Ennsdorf
Ennsdorf è un comune austriaco di 2 983 abitanti nel distretto di Amstetten, in Bassa Austria. È stato istituito nel 1882 scorporandolo dal comune di Sankt Valentin.